# Кирк, Ричард (художник)
Ричард Кирк (англ. Richard A. Kirk; род. 1962, Кингстон-апон-Халл, Йоркшир и Хамбер) — британский художник, проживающий в Канаде.
Его работы характеризуются отражением едва заметного пространства между реальностью и воображением.
Среди его работ — иллюстрации к книгам Клайва Баркера, Чайны Мьевиля, Кэтлин Кирнан, Поппи Брайт и других. В 2007 году Кирк создал иллюстрации для 8 альбома группы Korn, вышедшего неназванным.
Его работы находятся во многих частных коллекциях в США, Канаде и Европе.